# Ректоцеле
Ректоцеле — дивертикуляційне патологічне випинання прямої кишки в бік вагіни (переднє ректоцеле) або в бік анокуприкових зв'язок (заднє ректоцеле). Через анатомічні особливості жінки хворіють значно частіше, ніж чоловіки. Ректоцеле — достатньо поширене захворювання.

## Причини
Як правило, це захворювання виникає після травматичних пологів. Серед факторів ризику загальне ослаблення організму, ослаблення м'язів, що підтримують органи малого таза. Конкретними причинами є:
- зміни в ректовагінальній перетинці,
- патологічні зміни м'язів, що піднімають задній прохід,
- вроджена слабкість м'язово-зв'язкового каркаса тазового дна,
- дисфункції товстої кишки (переважно це закрепи), анального отвору,
- порушення функції анального сфінктера,
- дистрофія й атрофія ректовагінальної перетинки і м'язів тазового дна, пов'язані з віком,
- захворювання жіночих статевих органів.

## Класифікація
Ректоцеле класифікують за вираженістю клінічних проявів. Ректоцеле поділяють на чотири ступені:
1. Виявляється лише при ректальному дослідженні, виглядає як кишеня.
2. З'являються початкові прояви (неповне випорожнення, закрепи), характерна наявність вираженої кишені у вагіні.
3. Початкові симптоми не зникають, іноді можливі додаткові. Характерне випинання задньої стінки вагіни за межі статевої щілини.
4. Для цієї, завершальної, стадії характерна велика кількість симптомів, які характерні для пізнішого періоду захворювання (вихід прямої кишки за межі вагіни, ускладнення недостатністю анального жому, цистоцеле, випадінням матки тощо).

Для визначення ступеня застосовують рентгенологічні дослідження.

## Клінічні ознаки
При незначних розмірах ректоцеле залишається непомітним. Але якщо випинання значне, симптоми стають яскраво вираженими: найголовнішим симптомом ректоцеле є непрохідність прямої кишки, відчуття неповного випорожнення. Ректоцеле може бути причиною закрепів. Потім приєднуються часті позиви при дефекації, пацієнтки вимушені більше тужитися, приймати проносні засоби, користуватися клізмами. На пізніх стадіях (через 2-3 роки) вони вимушені при дефекації «повертати» калові маси з вагіни у пряму кишку. Це все призводить до супутніх проктологічних хвороб (анальні тріщини, геморой, криптит, хронічний парапроктит тощо). У багатьох жінок ректоцеле можуть супроводжуватися іншими «-целе» (цистоцеле, ентероцеле, випинання матки).

## Діагностика
Діагностувати ректоцеле нескладно. Найголовніше — ретельно зібрати всі дані анамнезу: наявності всіх характерних симптомів достатньо для поставлення діагнозу. Також застосовують пальцеві ректальне й вагінальне дослідження, де жінка напружується, і задня стінка прямої кишки з'явиться в вагіні. Роблять і ректороманоскопію, яка є обов'язковою для всіх проктологічних захворювань. Вона дозволяє з'ясувати стан стінок прямої кишки. На пізніших стадіях, коли до ректоцеле приєднується недостатність анального сфінктера, роблять дослідження на його функціональний стан.
Диференціальний діагноз проводиться з цистоцеле і грижею ректовагінальної перегородки. При ректоцеле вхід у порожнину вагіни знаходиться спереду від випинання прямої кишки, а при цистоцеле — позаду. А при грижах ректовагінальної перегородки немає випинання та змін передньої стінки прямої кишки, на відміну від ректоцеле.

## Лікування
Можливе як консервативне, так і оперативне лікування, залежно від типу, ступеню, поширеності, супутніх захворювань та загального стану пацієнтки. Важливим компонентом консервативного лікування є відновлення порушеної функції моторики прямої кишки. Це охоплює:
- дієту з підвищеним вмістом клітковини,
- осмотичні проносні засоби,
- прокінетики (препарати, що безпосередньо покращують моторику),
- еубіотики (для нормалізації кишкової флори).

У разі операції консервативне лікування проводиться за два місяці до неї. Також на початкових стадіях корисною є лікувальна фізкультура, яка направлена на зміцнення м'язів малого таза.
Оперативне лікування рекомендовано при II—IV ступенях захворювання. Протипоказано операцію старим жінкам, а також при наявності тяжких супутніх захворювань, якщо після операції можливі ускладнення. В цьому разі обов'язкове носіння песарію. На сьогодні існує понад 500 способів усунення ректоцеле, які всі зводяться до двох дій: усунення випинання передньої стінки прямої кишки та закріплення ректовагінальної перегородки. Для цього застосовують ушивання стінок прямої кишки, м'язів, які піднімають задній прохід, та задньої вагінальної стінки. Операція проводиться під загальним знеболенням.

## Прогноз
У більшості випадків сприятливий. Майже у всіх повністю відновлюється функція м'язів тазових органів та нормалізується акт дефекації.